# 佩切托托里内塞
佩切托托里内塞（義大利語：Pecetto Torinese），是意大利都灵省的一个市镇。总面积9平方公里，人口3898人，人口密度433.1人/平方公里（2009年）。ISTAT代码为001183。